# Kanton Brioude
Der Kanton Brioude ist seit 1801 ein französischer Wahlkreis im Arrondissement Brioude, im Département Haute-Loire und in der Region Auvergne-Rhône-Alpes.

## Gemeinden
Der Kanton besteht aus zwölf Gemeinden mit insgesamt 13.169 Einwohnern (Stand: 2022) auf einer Gesamtfläche von 160,31 km²:
| Gemeinde                 | Einwohner 1. Januar 2022 | Fläche km² | Dichte Einw./km² | Code INSEE | Postleitzahl |
| ------------------------ | ------------------------ | ---------- | ---------------- | ---------- | ------------ |
| Beaumont                 | 263                      | 12,03      | 22               | 43022      | 43100        |
| Bournoncle-Saint-Pierre  | 1.051                    | 16,16      | 65               | 43038      | 43360        |
| Brioude                  | 6.523                    | 13,52      | 482              | 43040      | 43100        |
| Chaniat                  | 164                      | 13,93      | 12               | 43055      | 43100        |
| Cohade                   | 868                      | 9,99       | 87               | 43074      | 43100        |
| Fontannes                | 878                      | 9,77       | 90               | 43096      | 43100        |
| Lamothe                  | 828                      | 12,24      | 68               | 43110      | 43100        |
| Lavaudieu                | 245                      | 17,54      | 14               | 43117      | 43100        |
| Paulhac                  | 607                      | 8,40       | 72               | 43147      | 43100        |
| Saint-Géron              | 244                      | 10,76      | 23               | 43191      | 43360        |
| Saint-Laurent-Chabreuges | 253                      | 8,27       | 31               | 43207      | 43100        |
| Vieille-Brioude          | 1.245                    | 27,70      | 45               | 43262      | 43100        |
| Kanton Brioude           | 13.169                   | 160,31     | 82               | 4304       | –            |